# Salone dell'automobile di Bangkok
Il Salone dell'automobile di Bangkok (in inglese Bangkok International Motor Show) è un Salone dell'automobile che si tiene con cadenza annuale in Thailandia presso il Maung Thong Thani Exhibition center a Bangkok.
Il salone di Bangkok è stata la prima manifestazione legata al mondo dell'automobile in Tailandia.
La prima edizione della manifestazione, organizzata dalla Grand Prix International Co., Ltd, è avvenuta nel 1979 ed è accreditata dalla Organizzazione internazionale di costruttori di veicoli a motore (OICA).